# Campeonato salvadoreño 1955-56
El Campeonato salvadoreño de fútbol 1955-56 fue el séptimo torneo de la Primera División de El Salvador de fútbol profesional salvadoreño en la historia.

## Desarrollo
El campeón de esta edición fue el Ballet Azul del Atlético Marte obteniendo su segundo título consecutivo, primer bicampeón profesional. El subcampeón fue el Luis Ángel Firpo.

## Equipos participantes
| Club              | Ciudad       | Departamento |
| ----------------- | ------------ | ------------ |
| Atlante San Alejo | San Alejo    | La Unión     |
| Atlético Marte    | San Salvador | San Salvador |
| Dragón            | San Miguel   | San Miguel   |
| FAS               | Santa Ana    | Santa Ana    |
| Independiente     | San Vicente  | San Vicente  |
| Juventud Olímpica | Acajutla     | Sonsonate    |
| Leones            | Sonsonate    | Sonsonate    |
| Luis Ángel Firpo  | Usulután     | Usulután     |
| 11 Municipal      | Ahuachapán   | Ahuachapán   |
| Santa Anita       | Santa Ana    | Santa Ana    |

## Tabla de posiciones
| Pos.            | Equipos           | PJ  | PG | PE | PP | GF  | GC  | Dif. | Pts. |
| --------------- | ----------------- | --- | -- | -- | -- | --- | --- | ---- | ---- |
| 1.              | Atlético Marte    | 18  | 11 | 3  | 4  | 47  | 18  | 29   | 25   |
| 2.              | Luis Ángel Firpo  | 18  | 11 | 2  | 5  | 33  | 26  | 7    | 24   |
| 3.              | Dragón            | 18  | 9  | 4  | 5  | 33  | 23  | 10   | 22   |
| 4.              | 11 Municipal      | 18  | 9  | 4  | 5  | 32  | 26  | 6    | 22   |
| 5.              | Juventud Olímpica | 18  | 10 | 2  | 6  | 36  | 31  | 5    | 22   |
| 6.              | Atlante San Alejo | 18  | 6  | 4  | 8  | 33  | 35  | -2   | 16   |
| 7.              | FAS               | 18  | 6  | 3  | 9  | 34  | 38  | -4   | 15   |
| 8.              | Independiente     | 18  | 4  | 6  | 8  | 22  | 37  | -15  | 14   |
| 9.              | Santa Anita       | 18  | 3  | 4  | 11 | 32  | 46  | -14  | 10   |
| 10.             | Leones            | 18  | 3  | 4  | 11 | 24  | 46  | -22  | 10   |
| Equipos 1955-56 | Equipos 1955-56   | 180 | 72 | 36 | 72 | 326 | 326 | 0    | 180  |

|  |             |
|  | Campeón.    |
|  | Descendido. |

| Campeón                  |
| Atlético Marte 2° Título |